# Kapela Svetog Križa u Gorancu
Kapela Svetog Križa katolička je kapela koja se nalazi u zagrebačkom naselju Goranec u gradskoj četvrti Sesvete. Sagrađena je 1933. godine. 

## Galerija
- Prednje pročelje kapele
- Ulazna vrata kapele
- Bočno pročelje
- Ploča o izgradnji uklesana na pročelju kapele